# Aris (Namibia)

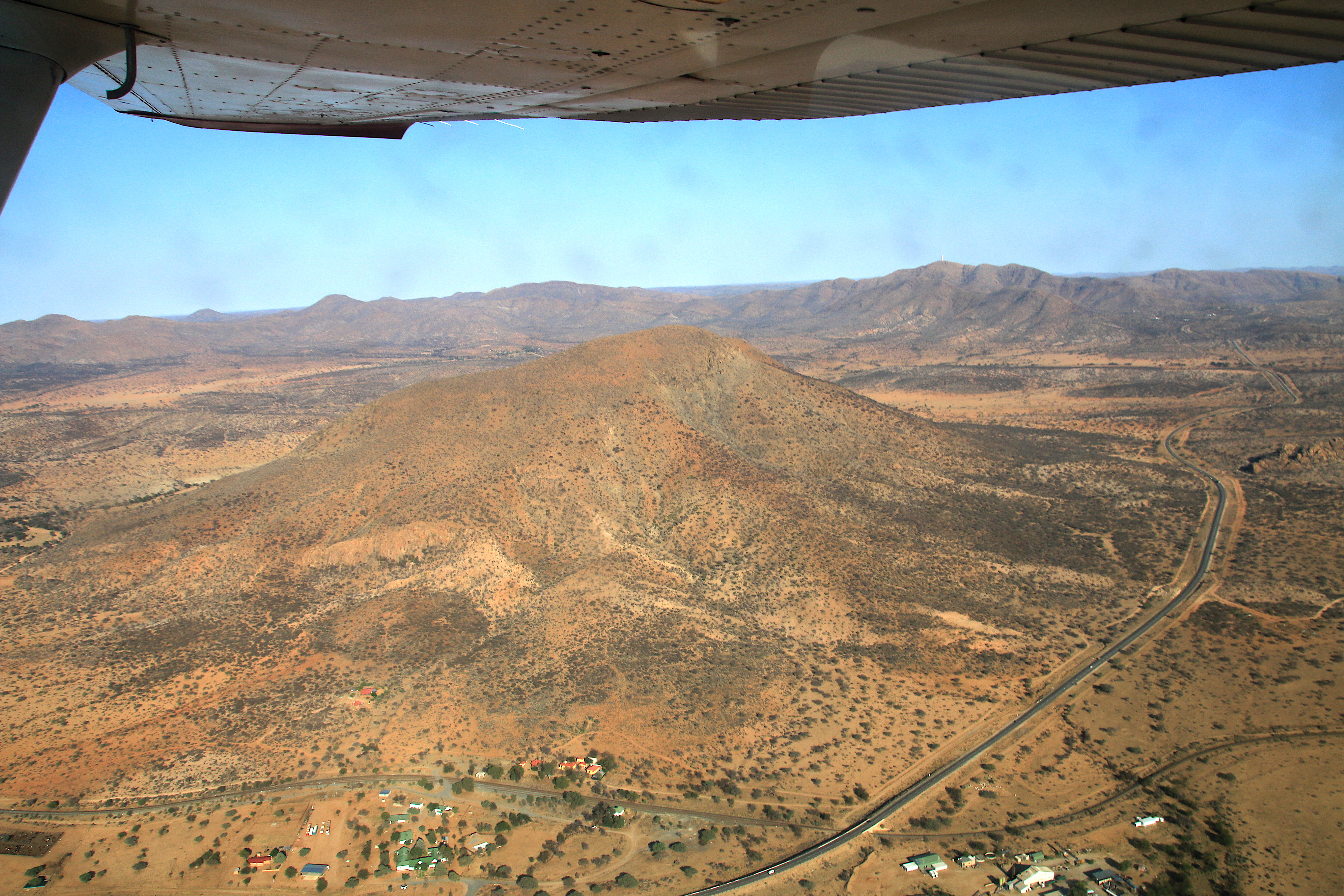
Aris (unterer Bildrand, 2019)

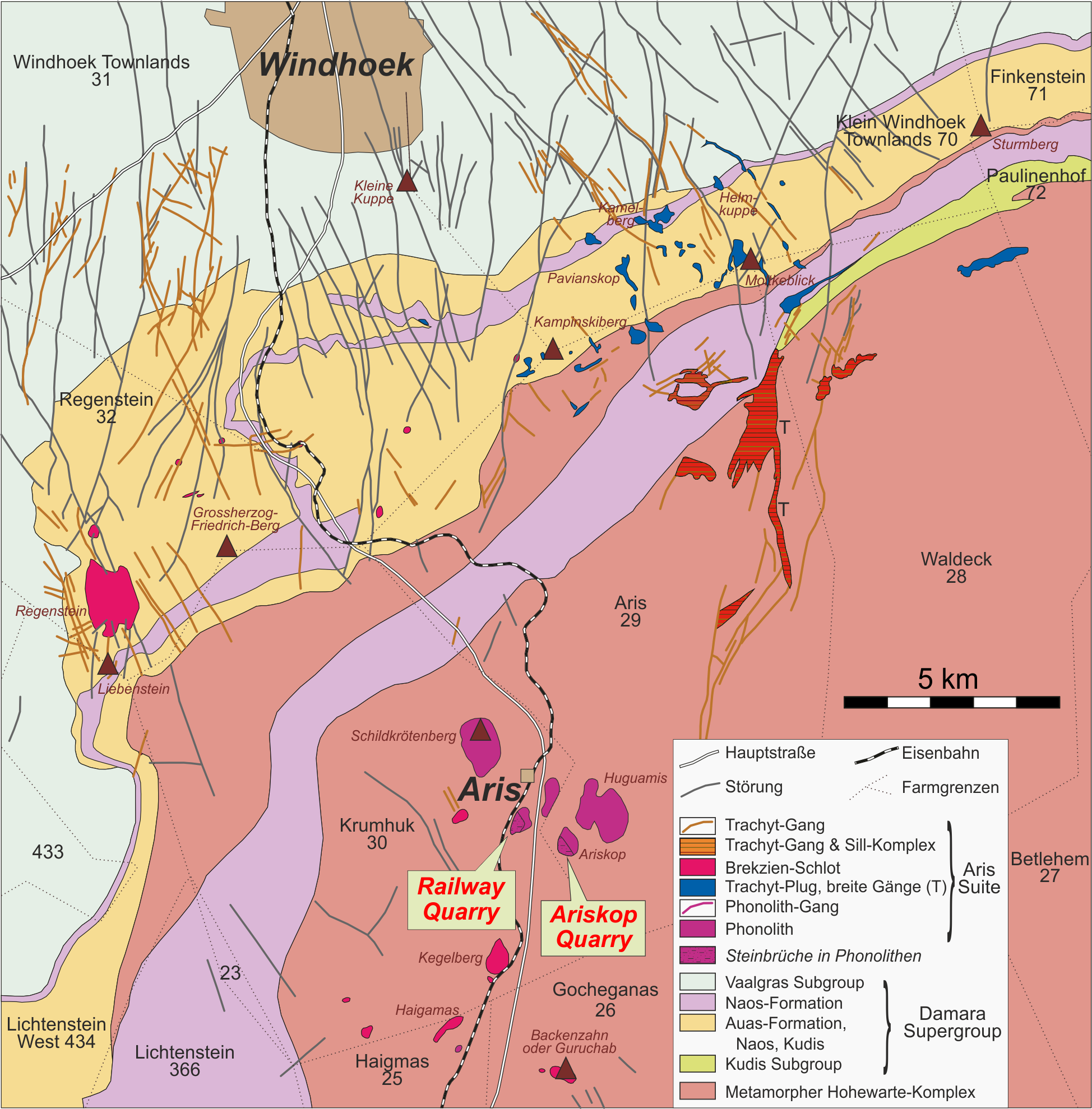
Geologische Karte vom Aris-Gebiet

Aris ist eine Ansiedlung auf der gleichnamigen Farm in der Region Khomas im zentralen Landesteil Namibias. Westlich von Aris befindet sich der 2197 m hohe Berg Schildkröte. Östlich von Aris befindet sich der Usip.
Aris liegt circa 25 km südlich von Windhoek an der Bahnstrecke Windhoek–Nakop. Der Ort ist über die Nationalstraße B1 und die Distriktstraße D1463 an das namibische Straßennetz angeschlossen.
Überregional bekannt ist Aris für sein landwirtschaftliches Ausbildungszentrum Agricultural Training Centre Krumhuk (ATCK; seit 2019 geschlossen) und der Aris Quarries. Aris verfügt über ein Restaurant und eine Grundschule.
Koordinaten: 22° 45′ S, 17° 8′ O